# Te Ara Encyclopedia of New Zealand
Te Ara Encyclopedia of New Zealand est une encyclopédie en ligne bilingue créée par le ministère de la Culture et du Patrimoine du gouvernement de la Nouvelle-Zélande. Le projet est lancé en 2002 et le site créé en 2005. Te Ara est un projet de longue durée, son développement prend fin en 2014. Te Ara signifie « le chemin » en langue Māori. L’encyclopédie contient plus de trois millions de mots dans des articles rédigés par plus de 450 auteurs. Plus de 30 000 images et clips vidéos sont inclus.
L'encyclopédie est publiée sous la direction de l'historien Jock Phillips (en) et un groupe d'écrivains, éditeurs, chercheurs et spécialistes en images et ressources, et designers. Elle est organisée par thèmes, dont les premiers sont sur l'immigration et l'histoire des Maori et d'autres groupes ethniques. L'information géographique suit. Une section « vue d'ensemble » présente des thèmes à approfondir plus tard.
En 2006 un nouveau thème, « Earth, Sea and Sky », est publié, contenant de l'information sur la faune et flore marines, des sujets maritimes, de la géologie, la volcanologie et la météorologie. Sept autres thèmes suivent. En 2007, « The Bush » est publié, couvrant les paysages, forêts, plantes et animaux terrestres et la façon dont les gens les utilisent ou tentent de les comprendre. Les thèmes suivants sont « The Settled Landscape » en 2008, « Economy and the City » en 2010, « Social Connections » en 2010, « Government and Nation » en 2012, « Daily Life, Sport and Recreation » en 2013 et « Creative and Intellectual Life » en 2014.
Ce projet a été précédé par l’Encyclopedia of New Zealand de 1966, édité par A.H. McLintock. Une version numérisée est présente sur le site de Te Ara.
L'encyclopédie Te Ara est bilingue, avec des articles à la fois en anglais et en maori. Toutefois, certaines pages en anglais n'ont pas d'équivalent en version maori, et l'encyclopédie en maori redirige donc le lecteur vers la version anglaise.